# Deborah Morese
Deborah Morese (Milano, 5 novembre 1980) è una doppiatrice e conduttrice televisiva italiana.

## Biografia
Appartenente all'ADAP (Associazione Doppiatori Attori Pubblicitari) dal 2020, ha esordito a teatro con la compagnia stabile di Piero Mazzarella.
Negli anni novanta è diventata conduttrice del contenitore mattutino di cartoni animati Ciao Ciao, in onda su Italia 1, a fianco al pupazzo Ragù e Davide Garbolino. Nel 2000 ha cantato insieme a Gianmarco Trevisi e il coro dei Piccoli Cantori di Milano la sigla "I figli dei Flinstones", scritta da Alessandra Valeri Manera e Franco Fasano.
Nel 2014 ha partecipato, in qualità di attrice, al film Amici come noi, per la regia di Enrico Lando.

## Programmi televisivi
- Bim Bum Bam (Canale 5, 1994)
- Ciao Ciao Mattina (Italia 1, 1996-1998)

## Doppiaggio

### Cinema
- Matilda Lutz in Revenge
- Jessica Henwick in Newness
- Kerris Dorsey in Girl vs. Monster
- Ella Purnell in Churchill
- Gia Crovatin in Fear the Night
- Gugu Mbatha-Raw in Il luogo delle ombre
- Paris Jackson in Truffatori in erba

### Serie animate
- Gli orsetti del cuore (Dividorso)
- Sailor Moon (Chibiusa)
- Le fiabe più belle (Pinocchio, Heidi, Marie)
- Pokémon Johto Champion League (Cherry)
- Magica Doremì (Sachiko, Hiroko e Fami)
- Hamtaro - Piccoli criceti, grandi avventure (Maggie O'Hara)
- Detective Conan (Kazuha Toyama) prima voce
- Doraemon (Spirito della neve)
- The Oblongs (Beth Oblongs)
- Kaleido Star (Marion Benigni)
- X-Men: Evolution (Kitty "Shadowcat" Pryde)
- Kirby (Tiff)
- Hanamaru (Maruru)
- Twin Princess - Principesse gemelle (March)
- Il mio amico Coniglio (Ambra)
- Il mio amico Rocket (Crystal Q)
- Kilari (Aoi Kirisawa)
- MÄR (Belle)
- Pokémon - The Johto Journeys (Liza) - Ridoppiaggio K2
- Hello Kitty - Parallel Town (Helena)
- Emma - Una storia romantica (Polly)
- Shugo Chara - La magia del cuore (Maika Himekawa, Rikka Hiiragi e Marika Kinima)
- Pokémon Nero e Bianco (Anemone)
- Pokémon Nero e Bianco: Avventure a Unima (Sandra)
- Jewelpet (Reiko)
- My Little Pony - L'amicizia è magica (Spitfire - prima stagione), (Diamond Tiara/Princess Luna - seconda stagione)
- Puella Magi Madoka Magica (Hitomi Shizuki)
- Bakugan: Potenza Mechtanium (Chris)
- Gravity Falls (Pacifica Northwest)
- SlugTerra - Lumache esplosive (Trixie Sting)
- Ever After High (Blondie Lockes)
- Gli orsetti del cuore - Benvenuti a Tantamore, Gli orsetti del cuore e i loro cugini (Meravigliorsa)
- Littlest Pet Shop (Young Mee Song)
- Pokémon XY (Serena)
- Sword Art Online (Quinella)
- Inazuma Eleven GO Chrono Stones (Giovanna D'Arco)
- Pretty Star - Sognando l'Aurora (Mion)
- Lego Friends (Andrea)
- Over the Garden Wall (Ragazza-zucca, Lorna)
- Yu-Gi-Oh!: ARC-V (Sayaka Sasayama)
- Little Charmers (Posie)
- Blaze e le mega macchine (Gabby)
- Yo-kai Watch (Katie Forester)
- Zak Storm (Principessa Crysta Coraline Lejune "Cece")
- Bat Pat (Martin Silver)
- Pokémon Sole e Luna (Ciceria)
- Dragon Ball Super (Haru e Caway)
- Beyblade Burst (Toko Aoi)
- Fate/stay night: Unlimited Blade Works (Sella)
- Le Sisters (Wendy)
- My Hero Academia (Tsuyu Asui)
- Kid-E-Cats - Dolci gattini (Mamma, Bruska)
- Saint Seiya - I Cavalieri dello Zodiaco (Shaun di Andromeda)
- DanMachi (Aiz Wallenstein)
- My Dress-Up Darling (Marin Kitagawa)
- Dr. Stone (Suika)[1]
- Zenshu (Ragazza Magica Gangster)
- Tower of God (Yeon Yihwa)
- The After-Dinner Mysteries (Mizuho)
- Overlord (Arche Eeb Rile Furt)
- Gintama (Tsukuyo)
- That Time I Got Reincarnated as a Slime (Milim Nava)
- Baki Hanma (Kozue Matsumoto)
- Castlevania: Nocturne (Annette)
- Lucas the Spider (Dimples)[2]
- Pinocchio (Pinocchio, Il giovane Geppetto, Il mamma di Geppetto)
- Link Click (Liu Lan)
- Bocchi the Rock! (Hitori)

### Film d'animazione
- Il film Pokémon - Diancie e il bozzolo della distruzione, Il film Pokémon - Hoopa e lo scontro epocale, Il film Pokémon - Volcanion e la meraviglia meccanica (Serena)
- My Hero Academia: Two Heroes, My Hero Academia: Heroes Rising, My Hero Academia: World Heroes' Mission, My Hero Academia: You're Next (Tsuyu Asui)
- 5 cm al secondo (Kanae Sumita)
- My Little Pony - Equestria Girls, My Little Pony - Equestria Girls - Rainbow Rocks, My Little Pony - Equestria Girls - Friendship Games, My Little Pony - Equestria Girls - Legend of Everfree e My Little Pony - Il film (Princess Luna)
- Puella Magi Madoka Magica - Parte 1 - L'inizio della storia, Puella Magi Madoka Magica - Parte 2 - La storia infinita, Puella Magi Madoka Magica - Parte 3 - La storia della ribellione (Hitomi Shizuki)
- The First Slam Dunk (Haruko Akagi)
- Barbie Mariposa e la principessa delle fate (Talayla)
- Doraemon - Il film: Nobita e l'Utopia celeste (Marimba)

### Televisione
- Alisha Boe in Tredici
- Matreya Fedor in Professor Young
- Freya Tingley in Hemlock Grove
- Fiona C. Erickson in Brotherhood - Legami di sangue (2º edizione di doppiaggio)
- Sydney Park in Mamma in un istante
- Frances Encell in Anubis
- China Layne in She's Gotta Have It
- Samantha Boscarino in How to Rock
- Olivia Tennet in Power Rangers RPM
- Philypa Phoenix in Balthazar
- Carla Díaz in Tierra de Lobos - L'amore e il coraggio
- Mimosa Willamo in Deadwind
- Maja Johanna Englander in Cryptid - L'incubo del lago
- Zofia Jastrzebska in Infamia
- Cristina Abad in Una vita
- Peyton List in Non sono stato io
- Marley Wright e Arielle Renwart in Sentieri
- Sarah Elena Timpe in Tempesta d'amore
- Milena Arnold in Alisa - Segui il tuo cuore
- Nicole Luis in Cata e i misteri della sfera
- Maitê Padilha in Gaby Star
- Britta Güntert in Frieden - Il prezzo della pace

### Videogiochi
- Ashe in League of Legends (2009)
- Keira in Jak and Daxter: Una sfida senza confini (2009)[3]
- Pandora in God of War III (2010)[4]
- Camelia Travis in Inazuma Eleven 3 (2010),[5]Inazuma Eleven GO (2011)[6] e Inazuma Eleven Strikers (2011)
- Willy Glass in Inazuma Eleven 3 (2010)[5]
- Sylvia Woods in Inazuma Eleven GO (2011)[6]
- Sherry Birkin in Resident Evil 6 (2012)[7]
- Giovanna D'Arco, Lucian Dark, Rosie Redd e Katsu in Inazuma Eleven GO Chrono Stones (2015)[8]
- Sarah Miller The Last of Us (2013)
- Giovane Vestale e Sorella ridente in Hearthstone (2014)[9]
- Abigail "Fetch" Walker in Infamous: Second Son (2014),[10] Infamous: First Light (2014)[10]
- Janey Springs in Borderlands: The Pre-Sequel (2014)[11]
- Melanie Lemay in Assassin's Creed: Unity (2014),[12] Assassin's Creed: Rogue (2014)[13]
- Jess in Until Dawn (2015)[14]
- Izsha in Starcraft II - Legacy of the Void (2015)[15]
- Wave the Swallow in Mario & Sonic ai Giochi Olimpici di Rio 2016 (2016)
- Amy Ferrero in Quantum Break (2016)[16]
- Cassie Drake in Uncharted 4: Fine di un ladro (2016)[17]
- Symmetra in Overwatch (2016),[18] Overwatch 2 (2022)[19]
- Vicky "Vick" Chu in Dead Rising 4 (2016)[20]
- Kim Hunter in FIFA 18 (2017)[21]
- Nakoa, personaggi vari in Horizon Zero Dawn (2017)
- Kara Zor-El/Supergirl in Injustice 2 (2017)[22]
- Procuratore distrettuale Felicity Graves in Hidden Agenda (2017)[23]
- Ashley in WarioWare Gold (2018),[24] WarioWare: Get It Together! (2021),[25] WarioWare: Move It! (2023)[26]
- 13-Amp in WarioWare Gold (2018),[24] WarioWare: Move It! (2023)[26]
- Sotera e Odessa in Assassin's Creed: Odyssey (2018)[27]
- Luna Celesti in Yo-Kai Watch 3 (2018)
- Katya in Metro Exodus (2019)[28]
- Lisa Jackson in Days Gone (2019)[29]
- Astra in Valorant (2020)
- Eydis, Swanburrow e Nessa in Assassin's Creed: Valhalla (2020)[30]
- Tanya in The Dark Pictures: Little Hope (2020)[31]
- Pruna in Hyrule Warriors: L'era della calamità (2020),[32] The Legend of Zelda: Tears of the Kingdom (2023)[33]
- Chromanticore e Nightcorp in Cyberpunk 2077 (2020)[34]
- Mamma Coniglio e Molly Talpa in My Friend Peppa Pig (2021)[35]
- Lucy Skrye e Juno Pascal in Outriders (2021)[36]
- Kat e Ana in WarioWare: Get It Together! (2021),[25] WarioWare: Move It! (2023)[26]
- Mavis in Hotel Transylvania - Avventure da paura (2022)[37]
- Marco Baretti in Bratz: Flaunt Your Fashion (2022)[38]
- Rebecca Mitchell in Redfall (2023)[39]
- Beatha in Diablo IV (2023)[40]
- Jote in Final Fantasy XVI (2023)[41]
- Sofia in Park Beyond (2023)[42]
- Voci aggiuntive in Monster Hunter Wilds (2025)